# Bartolomé Cárceres
Bartolomé Cárceres, fl. ca. 1546, fue un compositor español de ensaladas.

## Biografía
El único dato biográfico comprobable que es conocido es la inscripción, en 1546, de un pago de 72 ducados como «pautador de los libros» en la capilla del duque de Calabria, Fernando de Aragón, a la sazón virrey de Valencia. Su salario era la mitad de la del maestro de capilla, Juan de Cepa.
Los manuscritos M1166-M1967 de la Biblioteca de Cataluña incluyen tanto obras de Cárceres como de Cepa. Por ejemplo, el villancico Soleta y verge, es una adaptación de una canción profana extraída del Cancionero de Uppsala realizada en una versión en tres partes por Cárceres y en una variación de esta versión a cinco voces con un estribillo de Cepa.

## Obra

### Obra sacra
- Missa de desponsatione beatae Mariae
- Elegit sibi Dominus
- Vias tuas, Domine
- Lamentation Lamech - O vos omnes

### Obra profana
- Al jorn del judici
- Soleta yo so / Soleta y verge
- Falalalanlera
- Toca Juan tu rabelejo
- Remedio del primer padre
- Nunca tal cosa se vio
- ensalada: La trulla

## Grabaciones
- Bartomeu Carceres - Villancicos & Ensaladas. Jordi Savall
- Bartomeu Carceres - Ensaladas. Capella de Ministrers, 2011